# Oscil·lador Pierce

Oscil·lador Pierce

L'oscil·lador Pierce  és un oscil·lador en el qual el circuit ressonant LC és reemplaçat per un cristall de quars, X a la figura.
El model d'un cristall de quars pot descriure per un circuit equivalent, compost de la connexió en paral·lel entre:
- una inductància L, al seu torn en sèrie amb una resistència R i un condensador C1, i
- un condensador C2

El cristall de quars té un factor Q (factor de mèrit o factor de qualitat) summament elevat. Amb ell es poden obtenir freqüències estables de l'ordre de les parts per milió. Els seus principals avantatges radiquen en la seva capacitat de treball en altes freqüències i en mantenir estable la seva freqüència de treball.